# 半山及山頂
半山及山頂（英語：Mid Levels and Peak，取消前代號M01）是香港中西區區議會下轄的選區，1981年設立，1991年分拆為半山東與及半山西選區。

## 範圍
取消時選區包括薄扶林道、般咸道、堅道、奧卑利街、贊善里、亞畢諾道、雲咸街、下亞厘畢道、紅棉道、堅尼地道以南範圍，主要由半山區及山頂區的住宅所組成，與其相鄰的選區有中環、上環、西營盤東、西營盤西、堅尼地城東、堅尼地城西及摩星嶺，與及南區的薄扶林、田灣及石排灣。基於包括山頂區範圍，故為當時中西區區議會最南的選區。

## 沿革
1982年區議會選舉，中西區設有5個選區，每區選出一席，半山及山頂選區包括半山區及山頂區範圍。根據香港政府憲報一九八二年第三十四期，當時有五個票站，分別是羅便臣道高主教書院、柏道顯理中學、香港大學方樹泉文娛中心、山頂僑福道德瑞國際學校、麥當勞道Hermitage政府宿舍，其後顯理中學及香港大學票站，經香港政府憲報一九八二年第五十期由栢道警察幫辦宿舍及薄扶林道潮商學校所取代。選舉由代表無黨派唐家榮以1,413票打敗對手崔鎮興809票當選首任議員。
1985年區議會選舉，中西區設有7個選區，其中半山及山頂選區選出兩席。根據香港政府憲報一九八四年第三十二期，設有五個票站，分別是羅便臣道高主教書院、栢道警察幫辦宿舍、巴丙頓道培英中學、山頂僑福道德瑞國際學校、麥當勞道麥當勞道政府宿舍。選舉吸引到三名候選人，結果無黨派陳慧芳以2,253票取得第一席，而第二席則由無黨派唐家榮打敗對手阮品強(2,073對1,242)。
1988年區議會選舉，半山及山頂選區維持不變，根據香港政府憲報一九八七年第三十三期，當時設有五個票站，分別是羅便臣道高主教書院、般咸道香港禮賢會學校幼稚園、山頂德瑞國際學校、麥當勞道政府宿舍。泛民主派阮品強轉到選區參選，而本區則有陳慧芳及林乾禮參選，基於未有其他人報名而自動當選。
1991年區議會選舉，半山及山頂選區分拆出薄扶林道、般咸道以南香港大學一帶為單議席的半山西後，更名為半山東雙議席選區。當時設有三個票站，分別是羅便臣道高主教書院、山頂德瑞國際學校、麥當勞道政府宿舍。陳慧芳未有參選，而港同盟派出身兼市政局議員的周偉強連同黨友韋家祥挑戰爭取連任林乾禮，結果林以1,024票勝出，而周偉強以913票多於韋家祥的857票取得第二席。
1993年港督彭定康推行政改方案改革區議會，取消所有委任議席及雙議席選區制度，全面實行單議席單票制，並改由選區分界及選舉事務委員會制定，區議會選區數目亦隨人口變動而大幅增加，當中半山東雙議席選區連同中環雙議席選區分拆為四個單議席選區，本區東北部近衛城道一帶連同中環選區東南部劃為現有的衛城選區，本區北部堅道一帶連同中環選區南部劃為現有的半山東選區，本區南部則劃為現有的山頂選區，其餘中環選區部分則定為現有的單議席中環選區。
1994年區議會選舉，原有兩位區議員只有林乾禮代表香港協進聯盟於半山東選區參選。

## 歷屆議員
| 屆別           | 議員   | 政治聯繫 | 政治聯繫 | 議員           | 政治聯繫        | 政治聯繫       |
| -------------- | ------ | -------- | -------- | -------------- | --------------- | -------------- |
| 1982年－1985年 | 唐家榮 |          | 無黨籍   | 定為單議席選區 | 定為單議席選區  | 定為單議席選區 |
| 1985年－1988年 | 唐家榮 | 陳慧芳   | 無黨籍   |                | 無黨籍          |                |
| 1988年－1991年 | 林乾禮 | 陳慧芳   | 無黨籍   |                | 無黨籍          |                |
| 1991年－1994年 | 林乾禮 | 周偉強   | 無黨籍   |                | 港 香港民主同盟 |                |

## 歷屆選舉結果
| 政党   | 政党   | 候选人 | 票数  | %     | ±      |
| ------ | ------ | ------ | ----- | ----- | ------ |
|        | 無黨派 | 林乾禮 | 1,024 | 36.65 | 不適用 |
|        | 港同盟 | 周偉強 | 913   | 32.68 | 不適用 |
|        | 港同盟 | 韋家祥 | 857   | 30.67 | 不適用 |
| 多数票 | 多数票 | 多数票 | 56    | 2.01  | 不適用 |

| 政党 | 政党   | 候选人 | 票数     | %      | ±      |
| ---- | ------ | ------ | -------- | ------ | ------ |
|      | 無黨派 | 陳慧芳 | 自動當選 | 不適用 | 不適用 |
|      | 無黨派 | 林乾禮 | 自動當選 | 不適用 | 不適用 |

| 政党   | 政党   | 候选人 | 票数  | %     | ±      |
| ------ | ------ | ------ | ----- | ----- | ------ |
|        | 無黨派 | 陳慧芳 | 2,253 | 40.46 | 不適用 |
|        | 無黨派 | 唐家榮 | 2,073 | 37.23 | 不適用 |
|        | 無黨派 | 阮品強 | 1,242 | 22.31 | 不適用 |
| 多数票 | 多数票 | 多数票 | 831   | 14.92 | -12.26 |

| 政党   | 政党   | 候选人 | 票数  | %     | ±      |
| ------ | ------ | ------ | ----- | ----- | ------ |
|        | 無黨派 | 唐家榮 | 1,413 | 63.59 | 新選區 |
|        | 無黨派 | 崔鎮興 | 809   | 36.41 | 新選區 |
| 多数票 | 多数票 | 多数票 | 604   | 27.18 | 新選區 |